# خوان کارلوس لسکانو
خوان کارلوس لسکانو (انگلیسی: Juan Carlos Lescano؛ زادهٔ ۱۸ دسامبر ۱۹۹۰) بازیکن فوتبال اهل آرژانتین است.
از باشگاه‌هایی که در آن بازی کرده‌است می‌توان به باشگاه فوتبال ریور پلاته اشاره کرد.